# Jardí Botànic Marimurtra
El Jardi botànic Marimurtra és un jardí històric de Blanes (la Selva) declarat bé cultural d'interès nacional. Destaca per l'abundància de cactus i de vegetació mediterrània. El seu nom ve per l'intent de combinar diversos ecosistemes al mateix jardí.

## Descripció

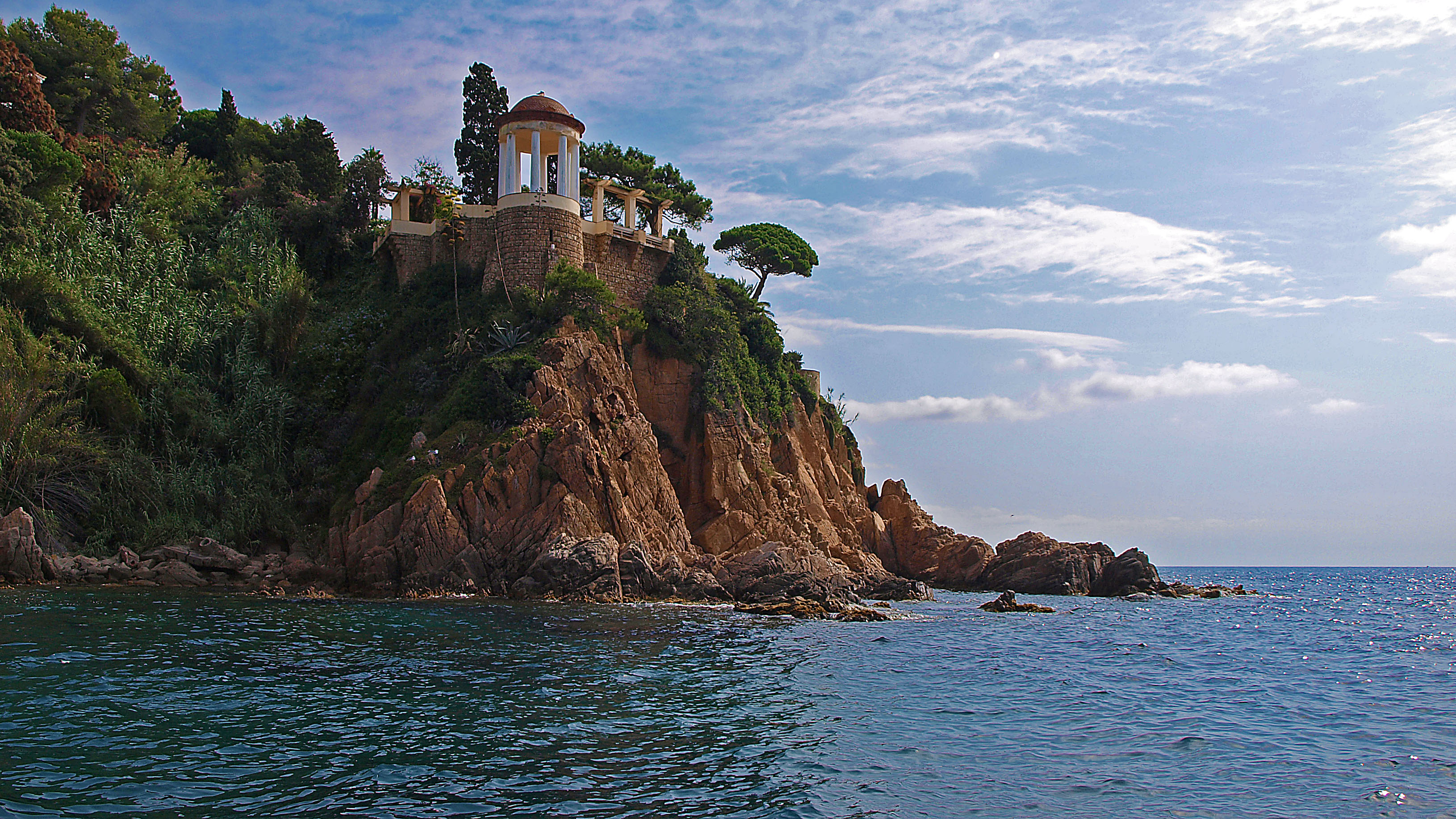
El jardí des del mar

El conjunt arquitectònic del jardí botànic està compost —a més de les pèrgoles, els magatzems i els espais de treball— pels edificis de l'entrada del Jardí i pels templets o miradors que hi ha entre la cala de sa Forcanera i la Cala Bona. Pel que fa a la casa-pèrgola de l'entrada, destaquen els esgrafiats de tipologia clàssica i el balcó cantoner amb sostre específic i mènsules de ferro forjat.
També són interessants el pati d'entrada i la terrassa balconada de rajol, amb tocs de decoració barroca com les motllures i acabaments cargolats. Pel que fa als miradors, destaca el dedicat a Linné, situat sobre uns penya-segats, de tipologia clàssica. Consta d'un edifici circular de petites dimensions sostingut per un aterrassament artificial i té un seguit de vuit columnes gairebé dòriques cobertes amb una cúpula de rajol i obra.
La superfície total és de 16 Ha. El recorregut del camí principal dura aproximadament una hora. Hi ha una àrea de descans amb servei de begudes. Al llarg del recorregut es troben racons de descans amb poesia, fonts d'aigua potable i miradors amb vistes al mar Mediterrani. Es poden visitar els diferents fitoepisodis presents en el jardí (diferents tipologies de jardí com són el jardí subtropical, el temperat, el mediterrani, així com gaudir de les vistes típiques de la Costa Brava gironina.
Quatre hectàrees plantades conformen el Jardí visitable. Aquesta part visitable està dividida en tres jardins amb característiques diferents. S'hi pot observar un gran nombre de plantes corresponents a unes 4.000 espècies originàries de cinc continents i força exemplars notables per la seva singularitat biològica, edat o dimensions.

## Història
El Jardí fou fundat per l'industrial alemany Carl Faust i Schmidt (1874-1952) l'any 1921. Dedicat al món empresarial, des de jove conserva l'afició naturalista que el porta a comprar terrenys a Blanes a partir del 1918. Quan va fer els 50 anys es dedica plenament a la formació del jardí botànic. Després de comprar les vinyes i els terrenys pertinents —ajudat, entre d'altres, pel botànic català Pius Font i Quer (1888-1964)— va començar la tasca d'aclimatar plantes exòtiques de tots els continents, partint de la construcció de diversos dipòsits d'aigua. Un any abans de la seva mort, Carl Faust va fundar la Fundació Privada Carl Faust el 1951, i des de llavors és l'encarregada de gestionar el Jardí Botànic Marimurtra.
Amb quasi un segle d'existència, el Jardí Botànic Marimurtra és un dels dos únics jardins botànics de Catalunya. Pertany a la Fundació Privada Carl Faust, entitat privada que, complint els designis del fundador, en garanteix el manteniment i n'actualitza l'orientació. El 1995 la Generalitat de Catalunya el va classificar en la categoria de Bé cultural d'interès nacional i el 2009 va rebre la Creu de Sant Jordi. Forma part de l'Asociación Íbero-Macaronésica de Jardines Botánicos.

## Galeria d'imatges

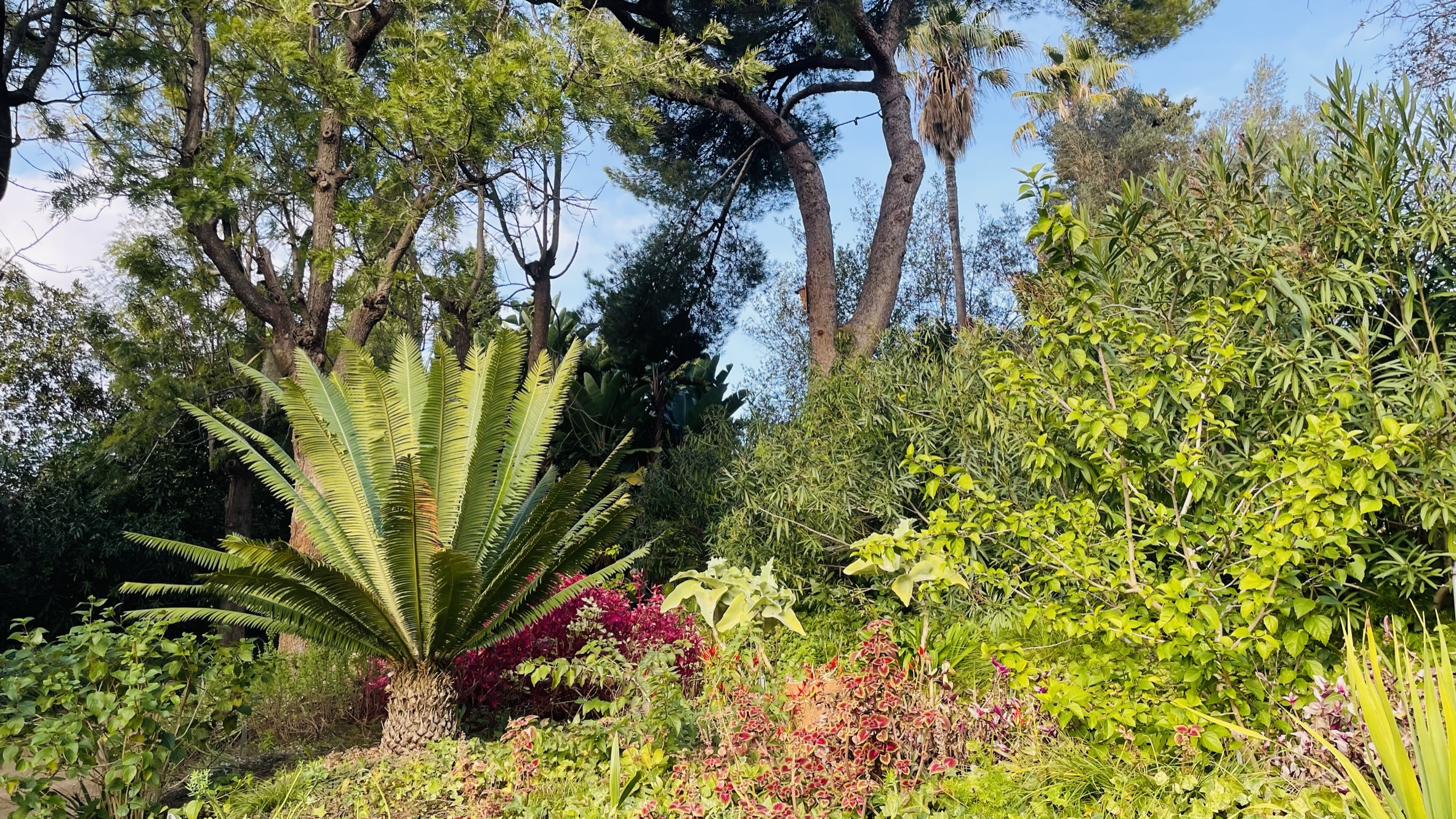
Jardí mediterrani de Marimurtra
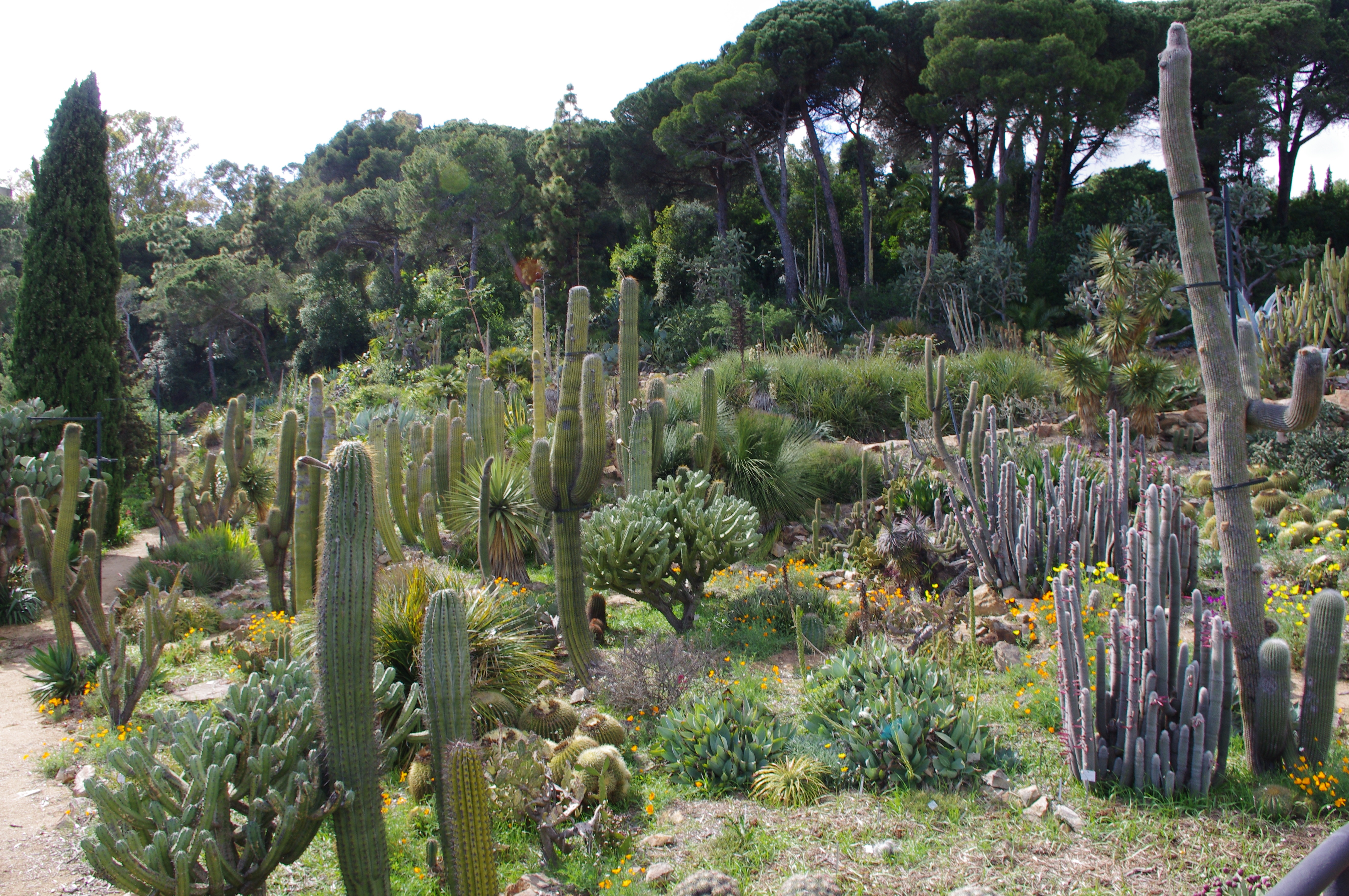
Cactus del jardí
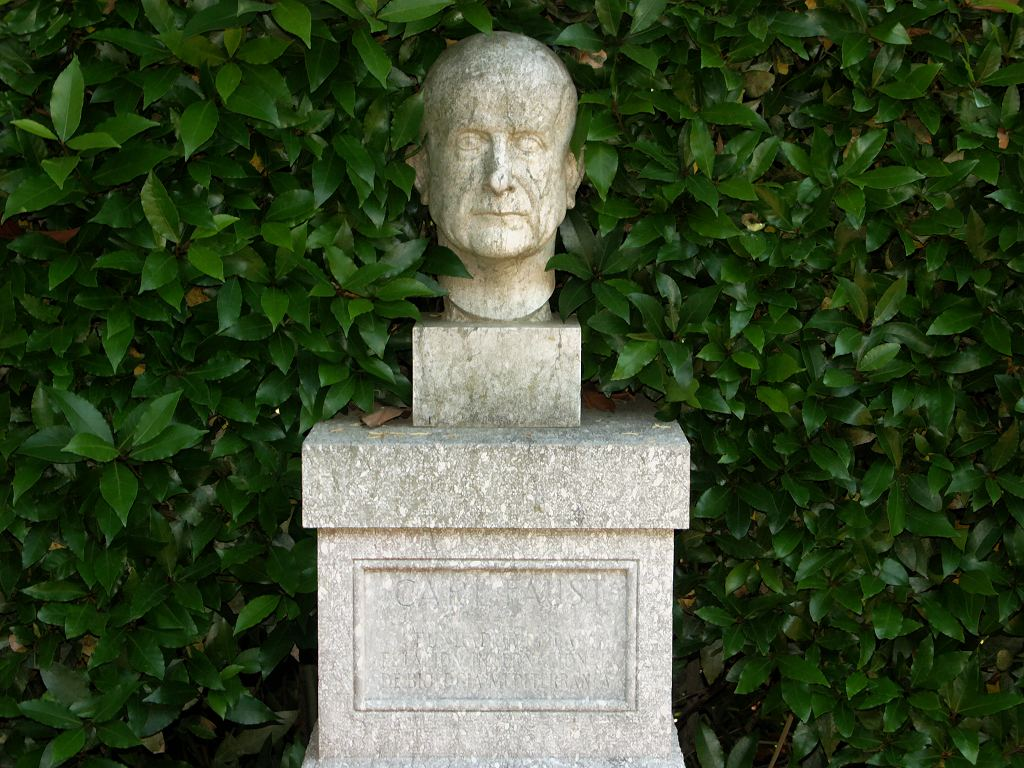
Carl Faust, el fundador
- Vídeo del jardí
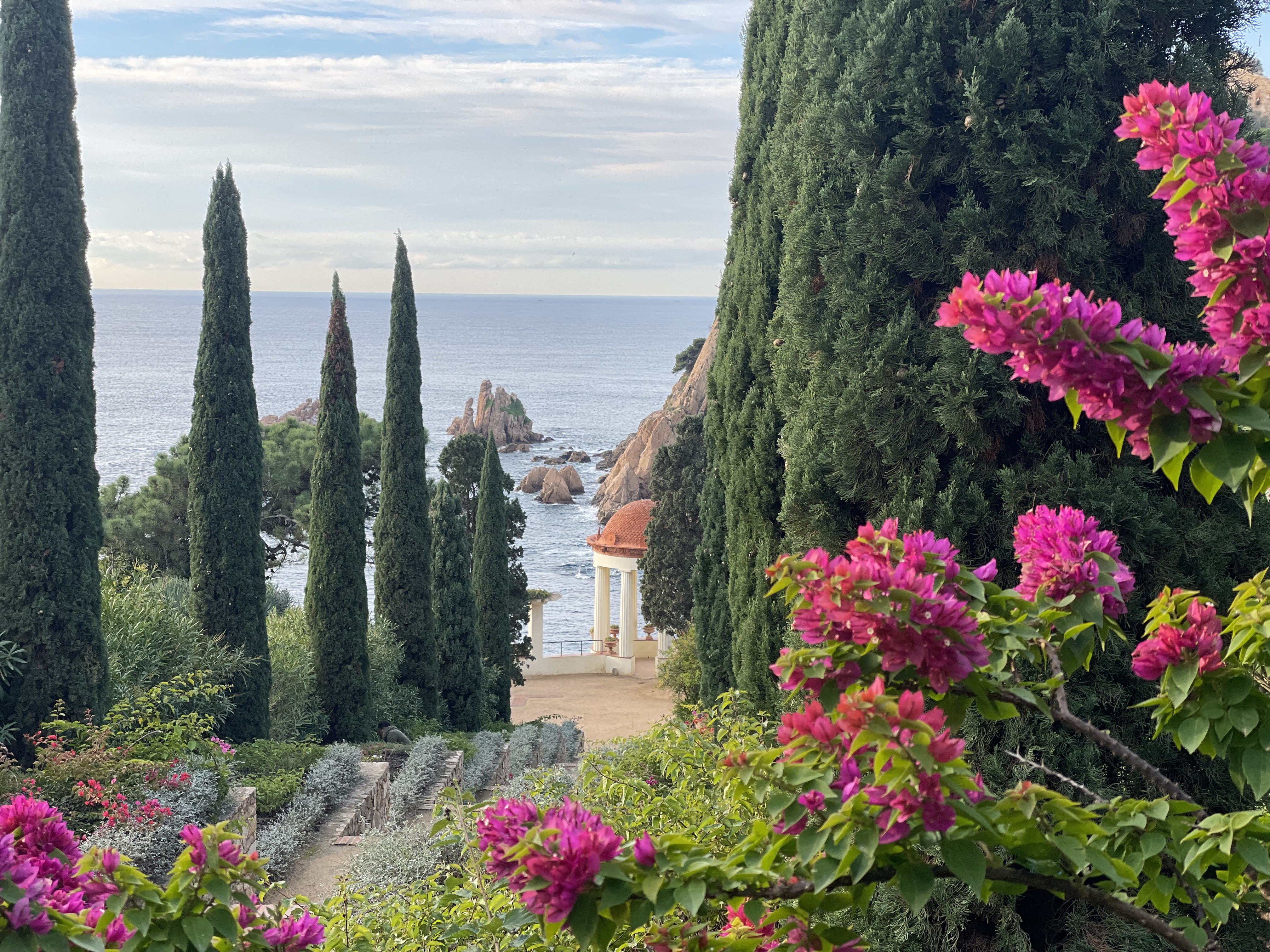
Vistes al Templet de Linné de Marimurtra